# Pomník Slovenského národního povstání
Pomník Slovenského národního povstání, či Pomník SNP a slovensky Pomník Slovenského národného povstania, je bronzový pomník/památník na malém poloostrově břehu morénového jezera Štrbské pleso. Nachází se v části Štrbské Pleso obce Štrba v okrese Poprad na Slovensku. Geograficky se také leží v geomorfologickém podcelku Tatranské podhorie, v Tatranském národním parku a v Prešovském kraji.

## Historie a popis pomníku
Plastiku umístěnou na pomníku vytvořil, v duchu socialistického realismu, slovenský sochař Ladislav Snopek (1919–2010) v roce 1952. Celý pomník byl slavnostně odhalen 29. srpna 1953 a připomíná hrdinství účastníků Slovenského národního povstání (29. srpen 1944–28. říjen 1944) během 2. světové války. Z těch účastníků povstání, kteří působili v oblasti Vysokých Tater, jsou zde od roku 1945 pohřbeni partyzáni kapitán Ján Rašo a kapitán Štefan Morávka. Vlastní pomník tvoří osazený sokl, který je obložený mramorovými deskami a na něm je umístěna bronzová socha partyzána v nadživotní velikosti. Partyzán má přes prsa pověšený sovětský samopal na kterém má pravou ruku, v levé ruce drží čepici a přes záda mu visí plášť. Po stranách pomníku jsou stožáry pro umístění vlajek. 30. října 1953 byl památník prohlášen za národní kulturní památku Slovenska.

### Nápisy na pomníku
Na podstavci pomníku je slovenský nápis:
| „ | Nehynúcej pamiatke hrdinov Slovenského národného povstania 1944 | Nehynoucí památce hrdinů Slovenského národního povstání 1944 | “ |

Před pomníkem je na zemi deska se slovenským nápisem: 
| „ | Ján Rašo 26. IX. 1944 Štefan Morávka 14. I. 1945 Česť ich pamiatke! | Ján Rašo 26. IX. 1944 Štefan Morávka 14. I. 1945 Čest jejich památce! | “ |

## Další informace
Dílo je celoročně volně přístupné a nachází se také u naučné stezky náučný chodník Štrbské pleso.

## Galerie

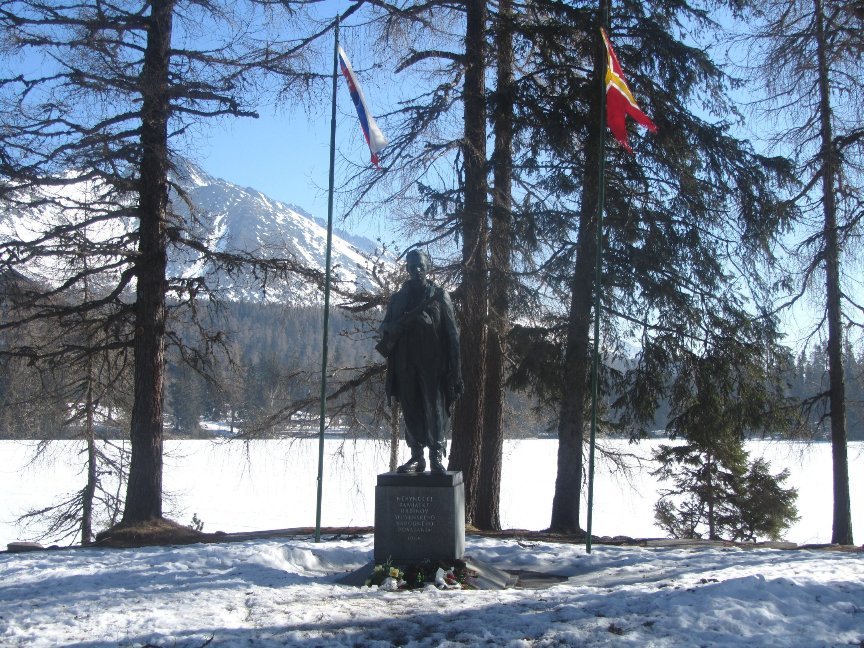
Čelní pohled na památník
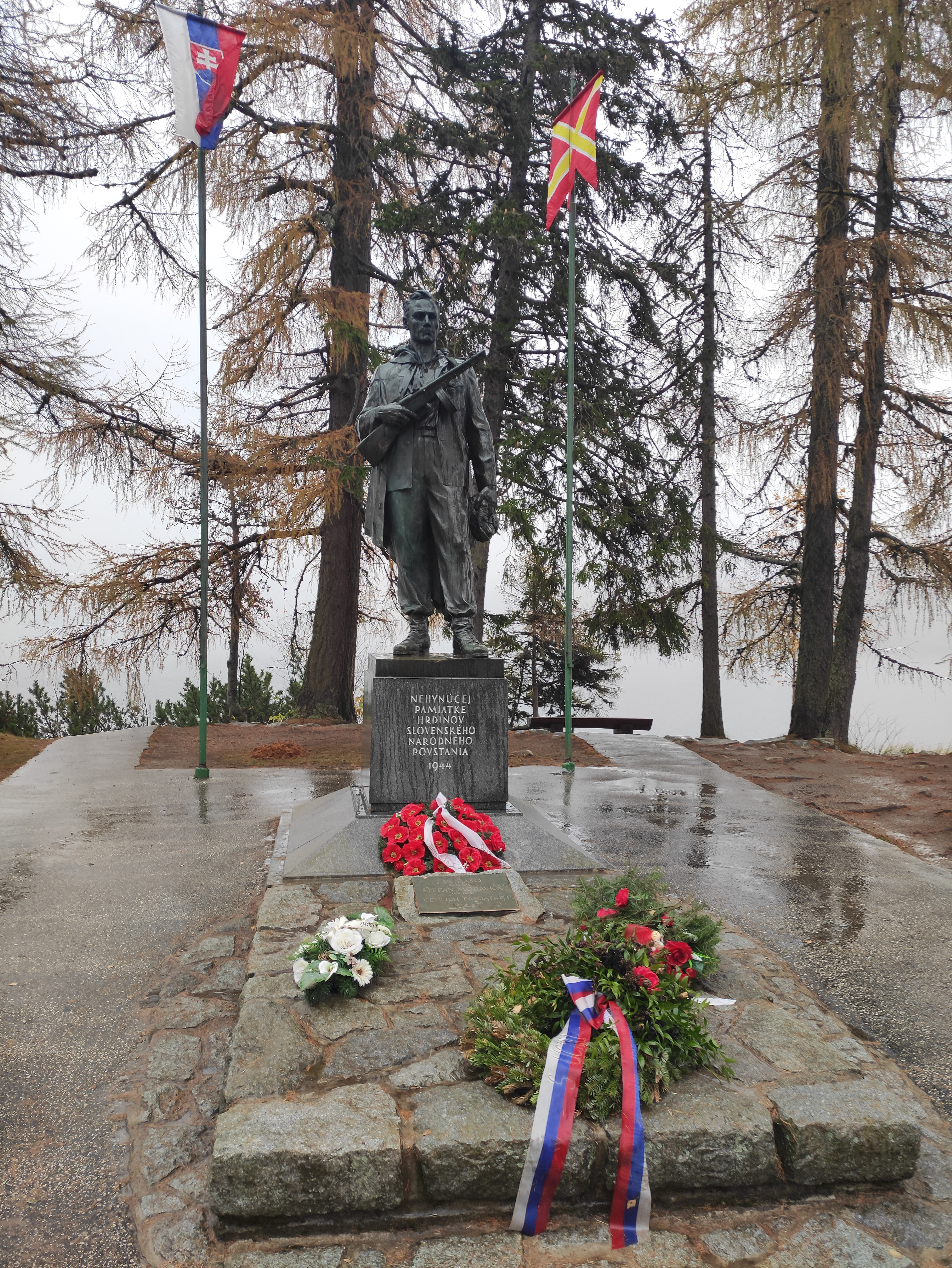
Čelní pohled na památník
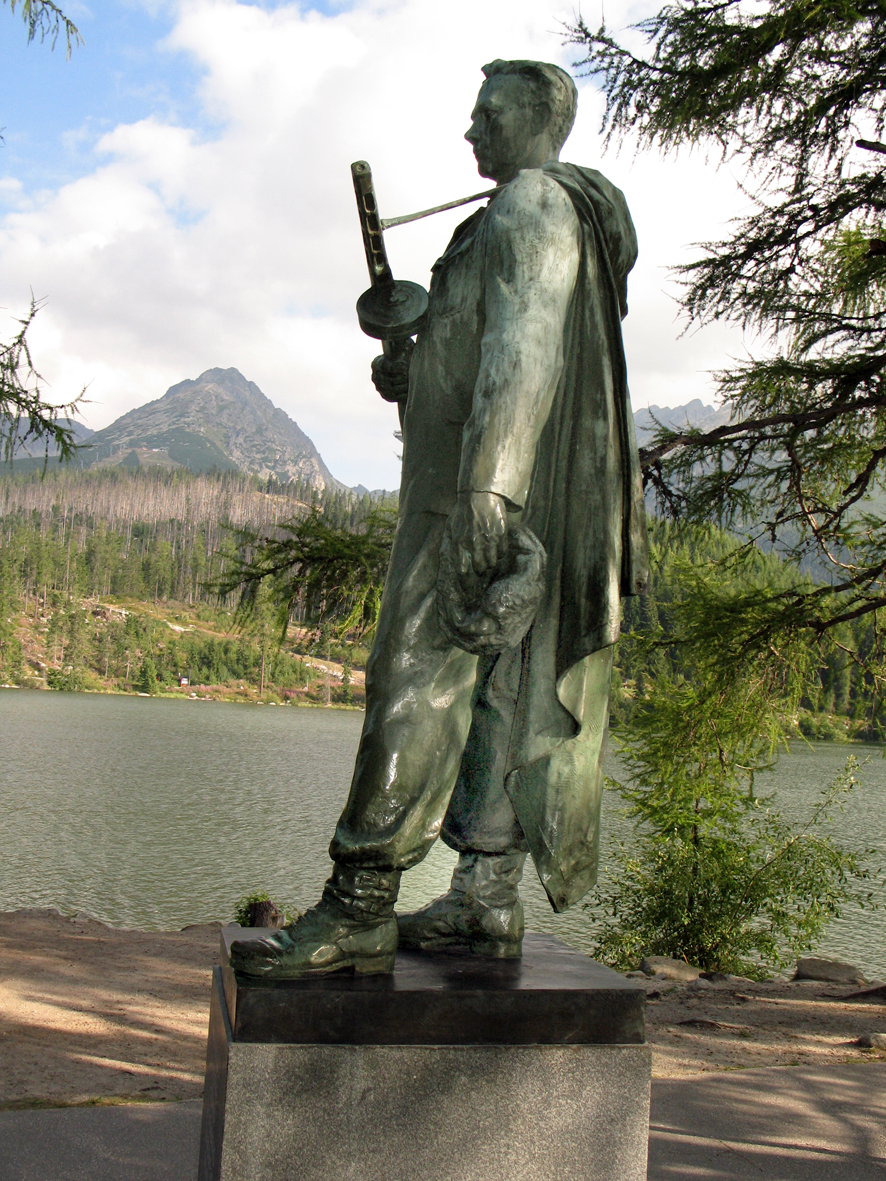
Boční pohled na sochu
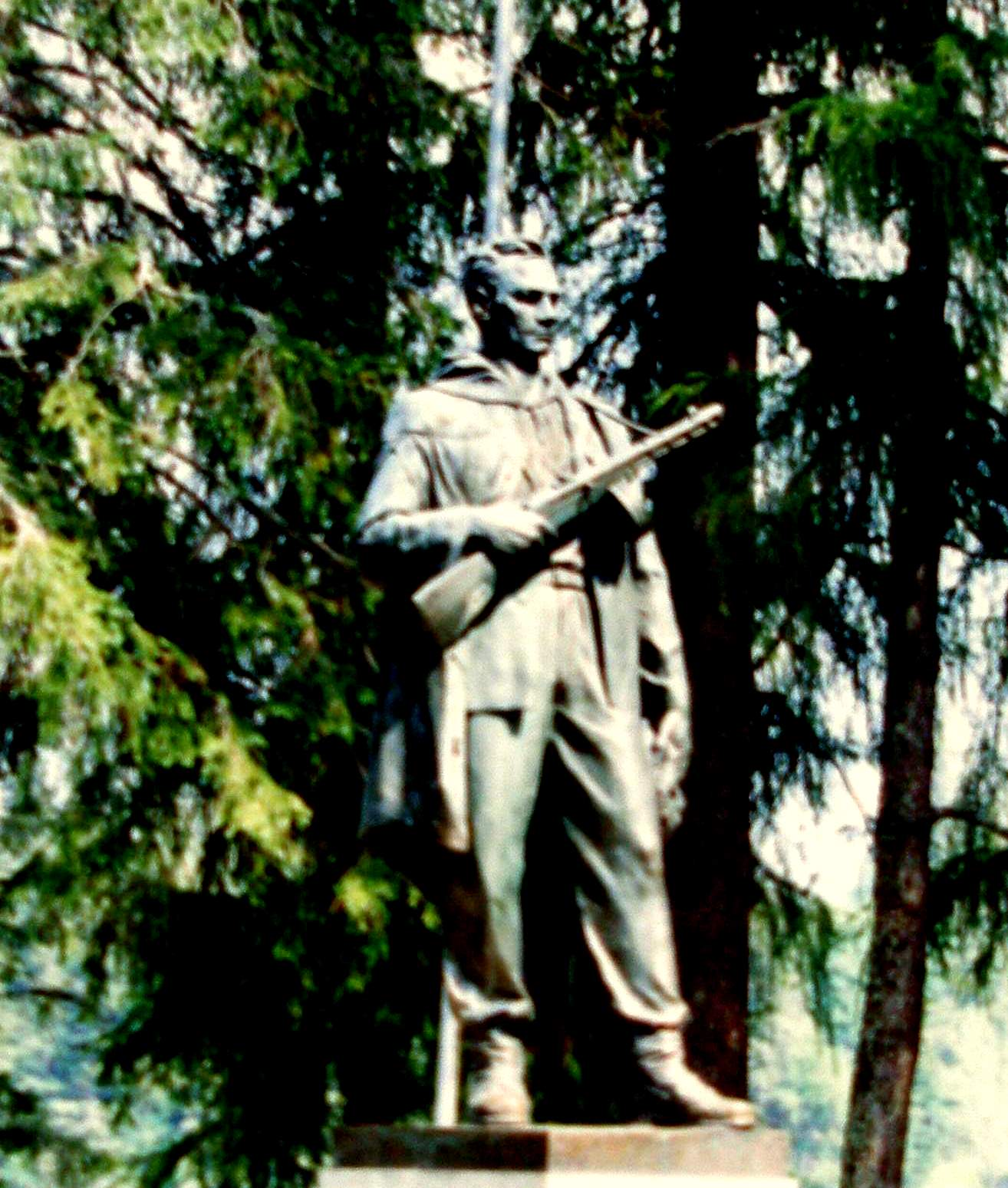
Čelní pohled na sochu
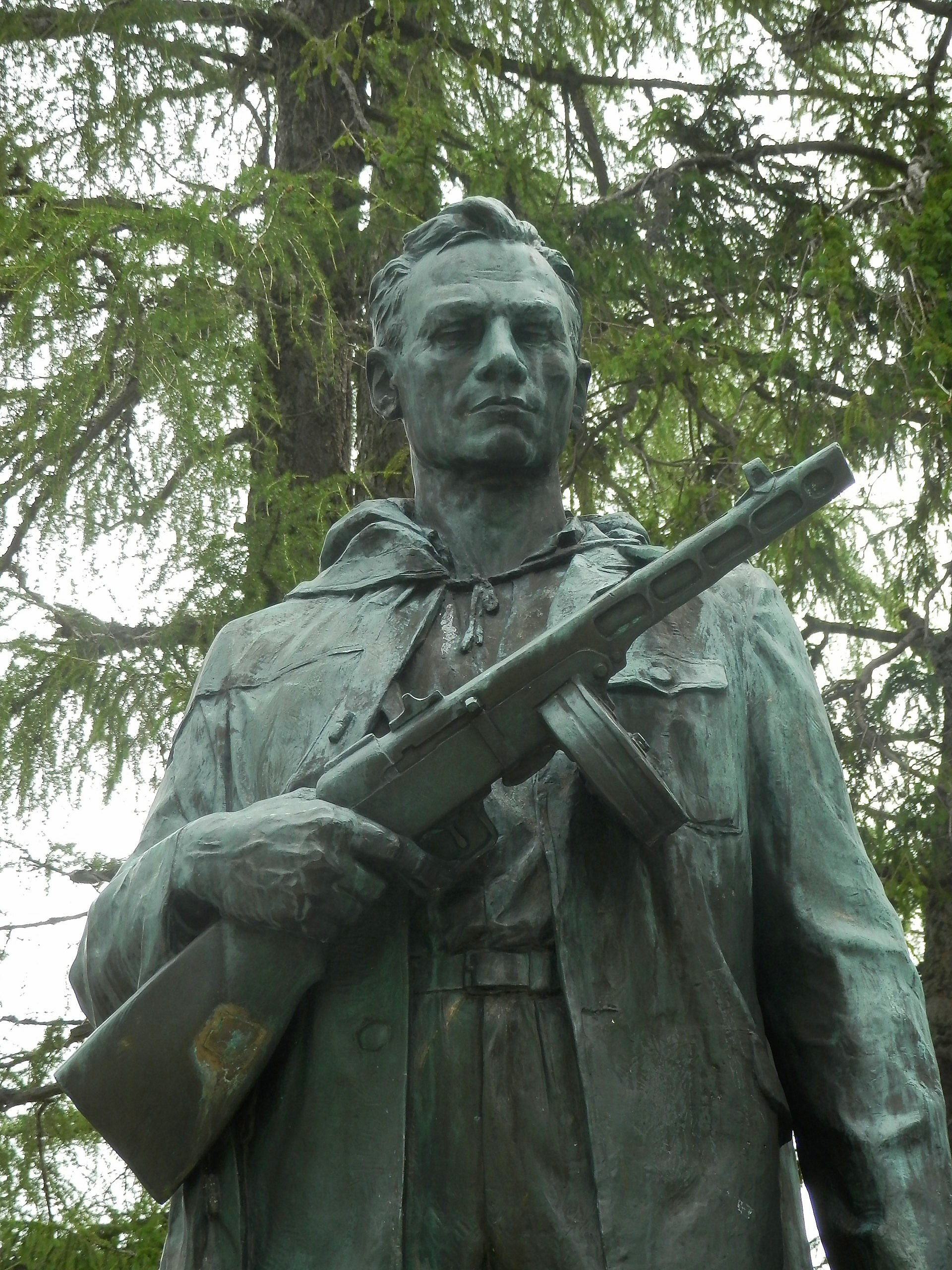
Detail sochy
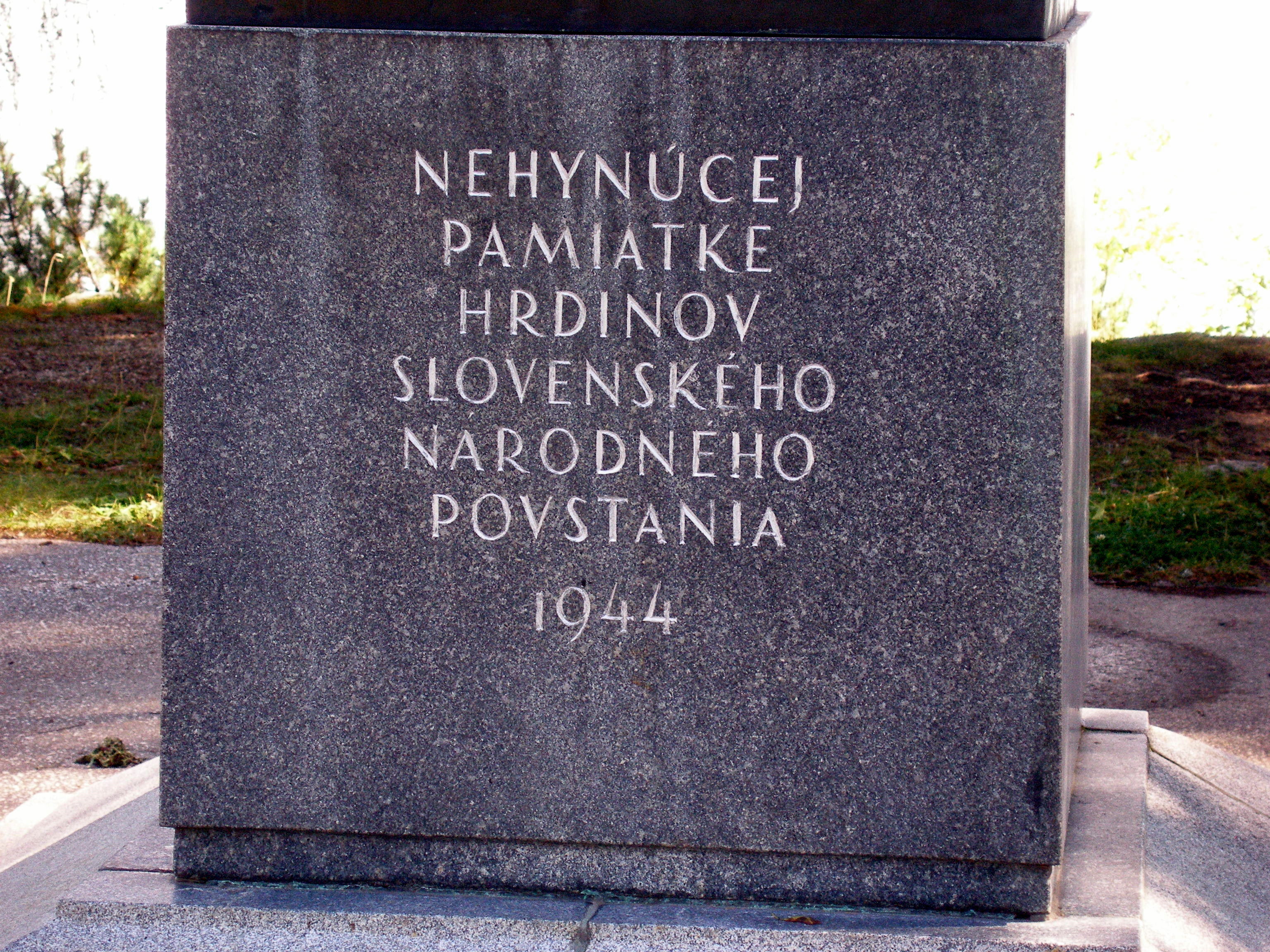
Pamětní deska u díla
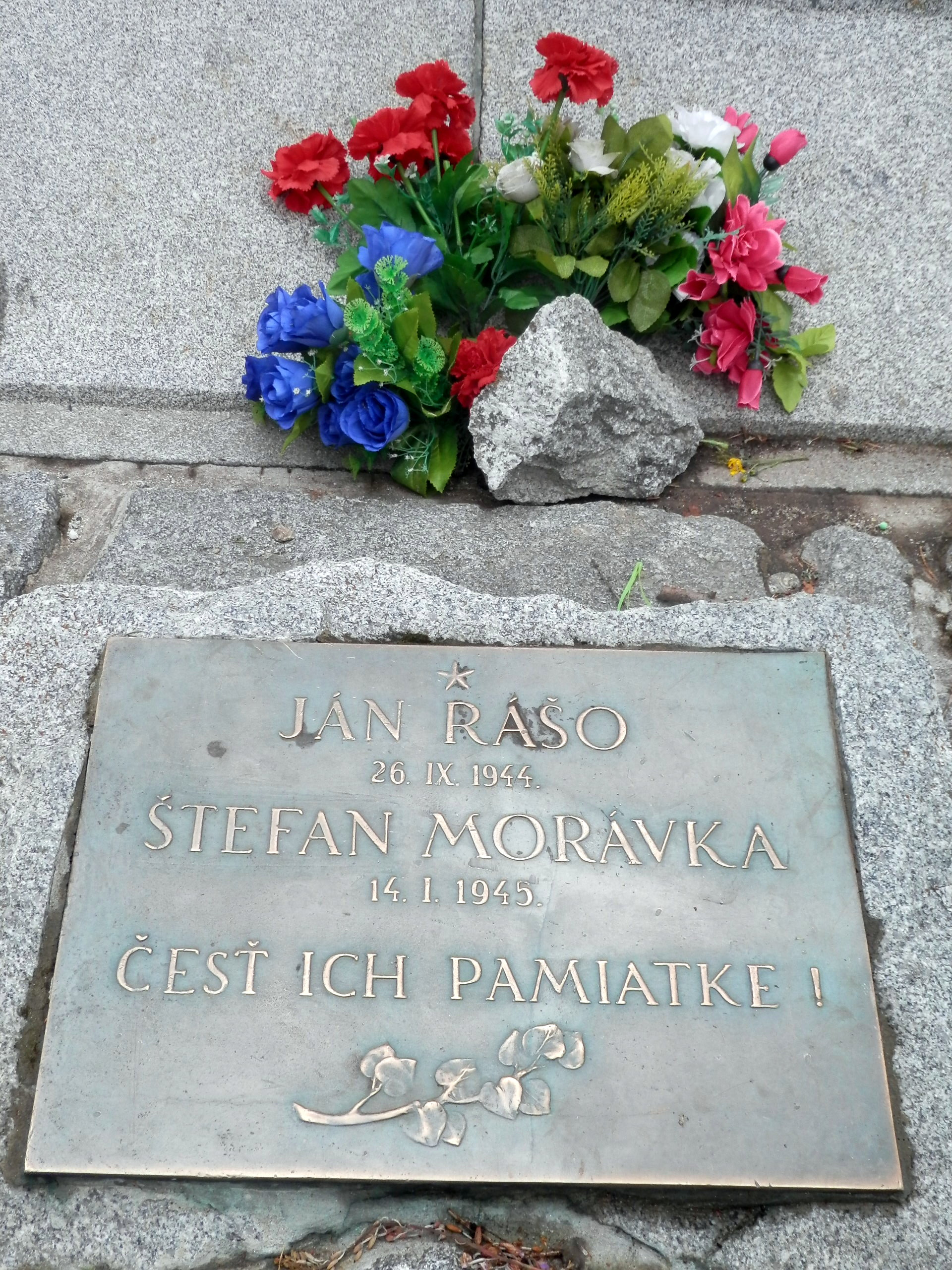
Pamětní deska u díla
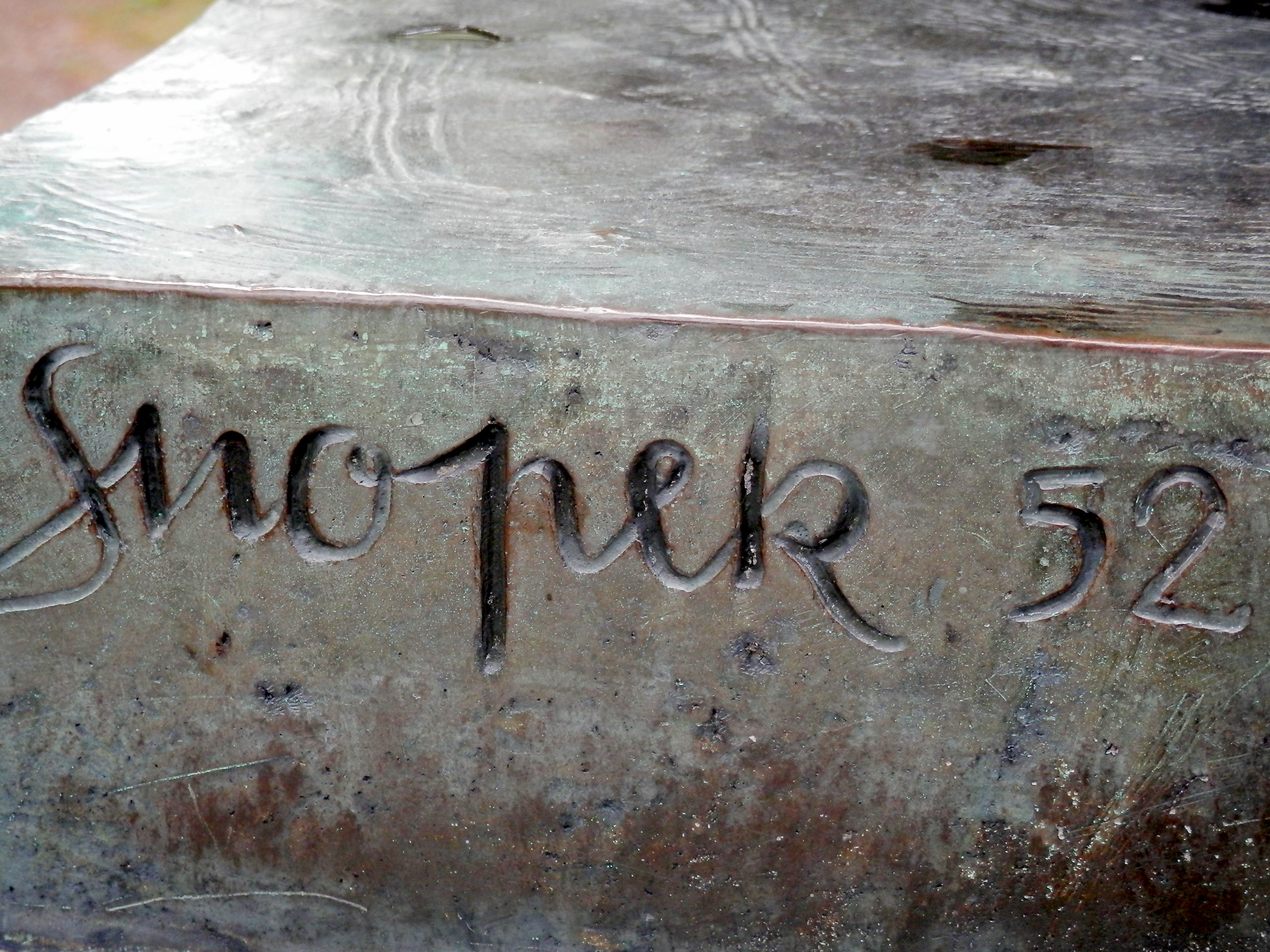
Signace díla